# Exocentrus rufulescens
Exocentrus rufulescens là một loài bọ cánh cứng trong họ Cerambycidae.